# Philippe de Pastour de Costebelle
Philippe de Pastour de Costebelle, né en novembre 1661 à Saint-Alexandre dans l'actuel département du Gard en France,
et mort en octobre 1717 sur l'île Royale, est un officier de marine et administrateur colonial français du XVIIe siècle. Il est le premier gouverneur de l'île Royale de 1714 à 1717.

## Biographie
Philippe Pastour de Costebelle nait début novembre 1661. Il est baptisé le 3 novembre à Saint-Alexandre dans l'actuel département du Gard.
Nommé lieutenant, il sert dans la compagnie de son frère ainé de Louis de Pastour de Costebelle (v.1658-1732) qui lui en laisse le commandement quand il repart en France. Le 13 mars 1695, il est nommé Lieutenant du roi à Plaisance, en remplacement du baron de Lahontan.
Il épouse demoiselle Anne de Tour, la fille de Germain de Tour de Sourdeval, le 1er février 1704 à l'église Notre-Dame des Anges de Plaisance. Il est blessé le 27 janvier 1705.
Le 14 décembre 1708, alors que les nations européennes s'affrontent dans la guerre de Succession d'Espagne, Philippe Pastour de Costebelle, alors gouverneur de Plaisance, prend la tête d'une compagnie de 170 hommes qu'il mène sur St. John's. Le 1er janvier 1709, il attaque et détruit l'établissement anglais, augmentant la superficie du territoire sous contrôle de la France en Amérique du Nord. Mais Costebelle ne disposait pas des ressources nécessaires pour maintenir sa position et, un an plus tard, il dut se résoudre à abandonner St. John's aux Anglais.
Philippe Pastour de Costebelle est nommé gouverneur de Terre-Neuve par Louis XIV le 10 avril 1706, puis gouverneur de l'île Royale le 1er janvier 1714. Il quitte Plaisance le 23 juillet à bord du Héros. Il demande conseil au célèbre corsaire Pierre Maisonnat pour l'emplacement du futur fort de Louisbourg sur l'Île Royale du Cap-Breton en Acadie.
Veuf, il se remarie le 12 février 1716 avec Anne d'Entremont, veuve elle aussi.
Il fait un voyage en France et meurt à son retour à l'île Royale dans les premiers jours d'octobre 1717.
Des papiers personnels de Philippe de Pastour de Costebelle et de la famille Pastour de Costebelle sont conservés aux Archives nationales sur le site de Pierrefitte-sur-Seine, sous la cote 19AP : Inventaire du fonds

## Sources et bibliographie
- Michel Vergé-Franceschi (dir.), Dictionnaire d'histoire maritime, Paris, éditions Robert Laffont, coll. « Bouquins », 2002, 1508 p. (ISBN 2-221-08751-8 et 2-221-09744-0, BNF 38825325)
- Charles La Roncière, Histoire de la Marine française : La crépuscule du Grand règne, l’apogée de la Guerre de Course, t. 6, Paris, Plon, 1932, 674 p. (lire en ligne)
- Robert Le Blant, Un colonial sous Louis XIV, Philippe de Pastour de Costebelle, gouverneur de Terre-neuve puis de l'île Royale, 1661-1717, P. Pradeu, 1935 - 256 pages
- (en) John Stewart McLennan, Louisbourg from its foundation to its fall, 1713-1758, The Book Room, 1983 - 328 pages